# 客死
客死（かくし、きゃくし）は、旅先や他国で死ぬこと。

## 概要
主に外国で病死という形で死去することを指すことが多い。
外国への訪問先が近距離の陸路ではなく海を隔てるなどした長距離移動の場合、飛行機による移動が発達していないまたは著しく高価だった時代は移動は船によることが多いが、外国への訪問先の現地で病気が発症して容態が悪化すると、本国へ帰国して治療する場合は船での治療が不十分になりやすいなどの病状が悪化する懸念から外国の陸上医療施設などで死去するまで入院などをすることが多く、その場合は「客死」と表現されることが多かった。ただし、時代の経過とともに過去と比較して交通の利便性がよくなった現代になっても容体が急に悪化して外国への訪問先で死去することはある。

## 由来
漢字文化圏での客死の記述は、『史記』にしばしば現れる。「晋世家」には悼公が「祖父も父もみな国君に立つことが出来ず、難を避けて周におり、その地で客死しました。（書き下し：大父・父、皆、立つことを得ずして周に辟難し、客死す）」とあり、「屈原伝」では、楚の懐王について「兵挫け地削られ、其の六郡を亡ひ、身は秦に客死し、天下の笑ひと為る。」とある。
日本語では、1343年（興国4年/康永2年）に修訂が終わった『神皇正統記』巻五の後白河法皇条に
「左大臣は流矢(ながれや)にあたりて、奈良坂辺(ならざかのほとり)までおちゆかれけるが、つひに客死（かくし）せられぬ。」とあるのが古い使用例である。

## 現在日本での法の扱い
日本では、死亡診断書または死体検案書を元に、遺体の引き取りと搬送が行われる。
日本国外の場合、地元の警察から最寄りの大使館または領事館から外務省を経て、遺族に連絡が入る。遺族が遺体の確認、引き取りを行うために現地へ赴く際には、旅券を有していない場合も、特例措置で発行されることがある。遺体を引き取る際には、現地の医師による死亡診断書とその翻訳を最寄りの大使館または領事館に提出し、死亡診断書にサインをもらった上で、埋葬許可証または火葬許可証を受け取る必要がある。死亡診断書と埋葬許可証・火葬許可証、故人の旅券をもって、日本での死亡届提出となる。
現地で遺体を火葬や埋葬せず住所に戻す場合、遺体は原則空輸することになる。国内外問わず、遺体の空輸の際には防腐処理（エンバーミング）が行われるほか、遺体が国境をまたぐ場合、納棺証明書、非感染症証明書などが必要な場合もある。
遺体の引き取り手が無い場合は、行旅死亡人となり、遺体は行旅病人及行旅死亡人取扱法により取り扱われる。